# 横井庄一

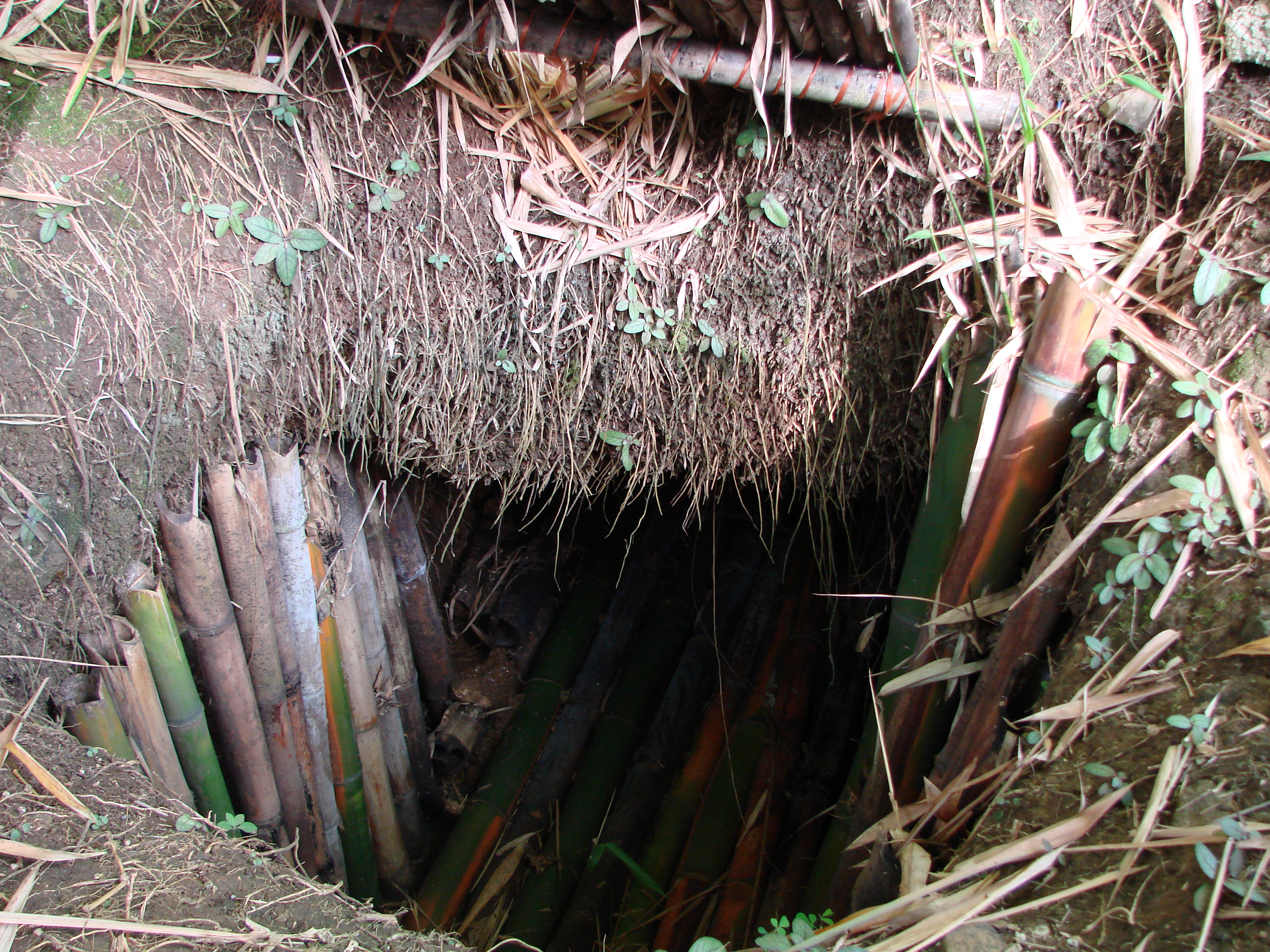
観光用に再現された穴居「Yokoi's Cave（横井ケイブ）」（グアム島）。横井が実際に使っていた穴居は台風によって壊れた。

横井 庄一（よこい しょういち、1915年〈大正4年〉3月31日 - 1997年〈平成9年〉9月22日）は、日本の陸軍軍人、評論家。
最終階級は陸軍軍曹、栄典は勲七等青色桐葉章。太平洋戦争終結から28年目、アメリカ領グアム島で地元の猟師に発見された残留日本兵として知られる。

## 生涯

### 生い立ち
1915年（大正4年）3月31日、愛知県海部郡佐織村（現：愛西市）にて洋服屋を営む父：山田庄七と、母：大鹿つる（1889年 - 1958年）の間に長男として生まれる。しかし、生後半年で両親が離婚したため姓が母の旧姓になる。
生後3か月から小学校5年生まで母親の里（海部郡神守村、現：津島市）で大鹿庄一として育てられ、1926年（大正15年）に母・つるが再婚し横井姓となった。旧制小学校卒業後は愛知珠算学校を経て、1930年に軍服を作る愛知県豊橋市の花井洋品店に奉公に出て約5年間勤務。
1935年（昭和10年）、満20歳のため徴兵検査を受け第一補充兵役（補充兵）に編入される。1938年5月に召集され帝国陸軍に入営して中国戦線へ送られ、翌1939年3月に解除となる。軍務の後に洋服の仕立て屋を開いた。

### グアム島にて戦死扱いに
1941年（昭和16年）8月には再召集され、中国の満州に送られた。1944年（昭和19年）からはグアム島の歩兵第38連隊に陸軍軍曹として配属。同年7月にはアメリカ軍が上陸し（グアムの戦い）、島での米軍との戦いにより日本軍は壊滅状態となり、横井が所属する中隊は同年8月10日に解散。8月に同島で戦死したとされ、戦死公報が届けられている。
後に横井が出した著書「明日への道」では、「生存した我々5名は、何より水と食料を確保できる地点が潜伏の第一条件だろうと考えました。昼間はジャングルにひそみ、朝夕は警戒しながら食べ物を探し廻る野良犬生活を始めたのです」と記している。当時、グアム守備隊壊滅後も生き残った一部の将兵は山中に撤退しゲリラ戦を行っていた。しかし、1945年（昭和20年）のポツダム宣言受諾によって日本軍の無条件降伏が発令されたことは知らされなかった。グアム島では残留日本兵の投降を呼びかける放送が鳴り響いたが、横井は「その放送を聞いても私たちは敗戦を信じられず、相変わらず敵の襲撃を恐れてジャングルの中をさまよい続けたのです。長くとも十年待っておれば、必ず日本軍は力を盛りかえしてこのグアム島へも攻め寄せてくると固く信じておりました」と著書に記している。横井らはジャングルや竹藪に自ら作った地下壕などで生活していた。
1946年に5人組のうち2人が投降し、その後1964年に残りの2人が(一部では、台風に巻き込まれたとされる)力尽きた。独りになった横井は「島に眠る数限りない友軍の魂が私を助けてくれる」と信じて生き続けた。
1965年（昭和40年）10月30日の第19回戦没者叙勲では、戦没者として戦前受けていた勲八等から勲七等青色桐葉章への昇叙者として官報掲載されている。

### 島民に発見され帰国
グアム派遣から約28年後の1972年（昭和47年）1月24日の夕暮れ時、エビやウナギをとるために罠をしかけに行ったところ、鹿の猟をしていた現地住民たちに取り囲まれ、身柄を確保された。
この中に終戦後の1950年、ジャングルに潜伏する残留日本兵に家族（弟と甥）を殺害された住民がおり、横井が日本兵だと認識すると殴りつけて失神させ、殺意に満ちた形相で銃を向けたという。仲間が大声で「やめろ！」と叫び、一緒にいた息子とともに羽交い締めにし制止したが、彼はそれを振り切ってなお引金を引こうとした。仲間が「殺したら、我々も殺人者になる」と叫び、その言葉を聞いた住民は横井の射殺を思いとどまったという。横井はその容疑者としても疑われたというが、真相は明らかになっていない。
同年2月2日に横井は満57歳で日本に帰還し、28年間に及ぶジャングル生活が終了した。1964年の台風により亡くなったとされる2人の部下の遺骨も横井帰国の際に一緒に帰国している。

### 日本への帰国後
軍事教育を受け育った横井は、「生きて本土へは戻らぬ決意」で出かけた記憶がしっかりとあった。このため帰国の際、羽田空港で空港に出迎えに来た斎藤邦吉厚生大臣に、「何かのお役に立つと思って恥をしのんで帰って参りました」、「グアム島敗戦の状況をつぶさにみなさんに知ってもらいたくて恥ずかしいけれども帰って参りました」と伝えた。またその後の記者会見では「恥ずかしながら生きながらえておりましたけども」と発言した。これらの言葉をとらえて「恥ずかしながら帰って参りました」がその年の流行語となった。また、当時、高度経済成長や東京オリンピック、大阪万博に沸いていた日本国民は、横井の帰国によって「まだ戦争は終わっていなかった」という現実を突きつけられた。
同年2月2日14時から60分間にわたり、NHKで放送された報道特別番組『横井庄一さん帰る』は、41.2パーセント（ビデオリサーチ・関東地区調べ）の高視聴率を記録した。また、愛知県の実家に帰る横井を撮ろうと取材陣が殺到し、既に故人となっていた母の墓前で思わず泣き崩れる彼の様子も撮影された。
その後、体調や病気の有無を調べるため国立病院医療センターに入院。退院後、母の親族が暮らす愛知県名古屋市中川区富田町千音寺にある家に居住した。
ほどなくして全国から今後の生活費を心配する人たちの善意により寄付金が殺到したが、横井は「人寄せパンダのようだ」と感じて一時人間不信に陥る。そんな苦境を救ったのが1972年8月に見合いをした12歳年下の京都の女性・幡新美保子の存在だった。同年11月、2人は熱田神宮で結婚式を挙げ、翌1973年2月に名古屋市内に新居を完成させてそこで暮らし始める。

### 結婚後の生活
世間から横井は戦後の日本の変化に適応できるかを心配されたが、驚くほど素直に戦後の日本に馴染んだ。ただし、戦前と帰国後でインフレーションから円の貨幣価値が大きく変わっていたため、上記の寄付金や横井の財産の管理は全て妻の美保子が行った。また、帰国からしばらくは日本列島に「軍人ブーム」が到来し、地域によっては「軍歌バー」なるものもできた。横井自身も様々なイベントに引っ張りだことなり、歌番組『夜のヒットスタジオ』（フジテレビ系列）へのゲスト出演など芸能活動も行い、その“浦島太郎ぶり”で人気になった。
1973年には、春頃の小松左京の小説『日本沈没』のブームや、秋に起きた日本でのオイルショックが影響し、横井のもとに全国から講演依頼が殺到。横井は日本でただ一人の「耐乏生活評論家」(あるいは生活評論家とも)として、全国各地でグアム時の節約生活について自らの経験を語ったり、雑誌等でも災害時のサバイバル術についてインタビューを受けた。1974年2月には、初の著書となる戦時中にグアムのジャングルで生き延びた話を綴った『明日への道』を出版しベストセラーとなった。
横井は28年に及ぶジャングル生活の影響で「火を通さない生魚の刺身」に対して警戒心があり、帰国後も食べられない訳ではないがあまり喜ばなかったという。

### 参議院選挙に立候補
1974年（昭和49年）7月、第10回参議院議員通常選挙（全国区）に無所属で立候補するも落選。横井による軍人ブームは、同年3月に同じく残留日本兵としてフィリピン・ルバング島から帰国した小野田寛郎へと大衆の関心が移り、横井に対するマスコミの扱いも次第に終息していった。
ようやく生活が落ち着いた横井はほどなくして陶芸に開眼。自宅を改装して「六十路窯(むそじがま)」を作り、制作した陶器で銀座三越を始め全国で個展を開いた。1982年には7人の美女と共に様々なサバイバルを繰り広げるバラエティ番組『ザ・サバイバル』（テレビ朝日系列）が始まり、人気を博した（横井は1984年まで出演）。

### 晩年
その後はヘルニアや、1985年に胃がんの手術を受ける。1991年（平成3年）に春の園遊会に招待され、当時の天皇と皇后からお言葉を賜った。
1997年（平成9年）9月22日、心臓発作を起こし死去。満82歳没。生前マスコミなどにより期待された横井と小野田との残留日本兵同士の対談は実現しなかった。理由は天皇より預かった兵器である銃剣を、横井が穴掘りに使ったことを聞き、小野田が対談を拒否したためともいう。

## 記念館
横井庄一記念館（よこいしょういちきねんかん）は、日本の名古屋市中川区にあった私営の記念館。横井庄一を記念し、自宅の一部を日曜日にのみ公開していた。入館料は無料。
横井の没後、2003年（平成15年）頃、横井家と名古屋市との間で横井庄一記念館の建設計画が進み、2004年（平成16年）10月の開館を目標としていたが、2004年2月に「老朽化後の管理が難しい」との名古屋市の判断からこの計画は白紙となったが、2006年（平成18年）6月24日に、妻・美保子の私営という形で名古屋市中川区の自宅を改装して記念館として開館した。
展示の中心は、横井が竹藪に掘って住んでいた穴を横井夫妻の知人の美術教諭が紙や竹などで再現した模型である。横井が帰国後に復元したパゴ（ハイビスカス）の木の繊維を織る織り機や、魚を捕るかご、ココナッツの実で作った椀なども展示されていた。
新型コロナウイルス禍により美保子が京都市の実家に戻ったため、2020年4月から休館となり、2022年5月に美保子が死去したことから、同年9月3日をもって閉館となった。収蔵されていた横井による陶芸作品など遺品は、グアム島を含め各地の公的機関などに可能な限り寄贈が予定されており、跡地は更地にして売却する方針とのことである。

## その他
- 「よっこいしょういち」 - 横井が帰還してまもなく流行ったギャグで、腰掛ける時などに発する「よっこいしょ」の後に「ういち」を付ける[5]。21世紀以後では、時代錯誤的なギャグとしてドラマやアニメなどで使われることがある（『TRICK』『涼宮ハルヒの憂鬱』『らき☆すた』『映像研には手を出すな!』『アイドールズ!』『アフリカのサラリーマン』『ハイスコアガール』など）。
- 「よこいしょういちさん」 - 2018年に出たオンデマンド出版の絵本。絵本作家の亀山永子が切り絵を使って横井の生涯を描いた。

## 著書
- 『明日への道 : 全報告グアム島孤独の28年』文藝春秋、1974年2月25日。NDLJP:12223849。
- 『無事がいちばん 不景気なんかこわくない』中央公論社、1983年。
- 『横井庄一のサバイバル極意書/もっと困れ！』小学館、1984年。ISBN 4-09-366301-7。 - アウトドア雑誌『BE-PAL』の連載をまとめたもの